# Немчук Олег Миколайович
Ол́ег Немч́ук (18 листопада 1967, Рівне) — український спідвейний гонщик, багаторазовий чемпіон СРСР в командному заліку, вихованець рівненського спідвею. Майстер спорту.

## Кар'єра
Спідвеєм почав займатися у 17 років. Перший тренер — Григорій Олександрович Хлиновський.
В середині 80-их у складі рівненського «Сигналу» тричі поспіль (1985-1987) ставав чемпіоном СРСР у командному заліку.
У 1991 році став чемпіоном останнього чемпіонату СРСР у складі львівського «СКА-Конвеєр», а у 1992 — єдиного в історії чемпіонату СНД (у складі «Фантастика» (Рівне).
Перед сезоном 2004 після кількарічної перерви повернувся до активних тренувань, через декілька місяців здобувши срібні нагороди особистого та командного чемпіонату України (у складі «Спідвей-Клуб-Трофимов» (Рівне), а також ставши бронзовим призером чемпіонату України серед пар (в парі з О.Бородаєм).

## Досягнення

Олег Немчук у 2007 р.

### В Україні
- Срібний призер особистого чемпіонату України  – 2004

- Срібний призер командного чемпіонату України – 2004

- Срібний призер чемпіонату України серед пар – 2007 (в парі з А.Комончуком)[1], 2008 (з В.Омеляном)

- Бронзовий призер особистого чемпіонату України серед юніорів – 1986

- Бронзовий призер особистого чемпіонату України  – 2005

- Бронзовий призер чемпіонату України серед пар – 2004 (в парі з О.Бородаєм)

### В СРСР та СНД
- Чемпіон СРСР у командному заліку — 1985, 1986, 1987 (у складі «Сигнал» Рівне ), 1991 («СКА-Конвеєр» Львів)

- Чемпіон СНД у командному заліку — 1992 (у складі «Фантастика» Рівне )

- Срібний призер командного чемпіонату СРСР  — 1990 (у складі «СКА» Львів)

- Бронзовий призер особистого чемпіонату України серед юніорів — 1986